# Rouy
Rouy é uma comuna francesa na região administrativa de Borgonha-Franco-Condado, no departamento Nièvre. Estende-se por uma área de 36,8 km². Em 2010 a comuna tinha 629 habitantes (densidade: 17,1 hab./km²).